# Premis Oscar de 1991
Els Premis Oscar de 1991 (en anglès: 64th Academy Awards) foren presentats el dia 30 de març de 1992 en una cerimònia realitzada al Dorothy Chandler Pavilion de Los Angeles.
Billy Crystal actuà de presentador per tercer cop.

## Curiositats
La pel·lícula més nominada de la nit fou Bugsy de Barry Levinson, que aconseguí 10 nominacions, si bé únicament guanyà dos premis tècnics. Per la seva banda, JFK d'Oliver Stone fou la segona pel·lícula amb més nominacions, aconseguint-ne 8, si bé també únicament es feu amb dos premis tècnics al final de la nit.
La gran guanyadora de la nit fou El silenci dels anyells de Jonathan Demme, que amb 7 nominacions aconseguí guanyar cinc premis, els cinc principals, pel·lícula, director, actor, actriu i guió adaptat. Aquesta fou la tercera ocasió que passà aquest fet després de Va succeir una nit (1934) i Algú va volar sobre el niu del cucut (1975). Així mateix El silenci dels anyells fou la primera pel·lícula de terror en guanyar el principal premi i la tercera en ser nominada després de L'exorcista (1973) i Jaws (1975).
Per primera vegada a la història un llargmetratge animat aconseguí la nominació a millor pel·lícula, Beauty and the Beast de Gary Trousdale i Kirk Wise. John Singleton, amb 24 anys, es convertí en el director més jove en ser nominat a millor direcció i el primer afroamericà en aconseguir-ho per Els nois del barri.
Per primera vegada a la història mare i filla aconseguiren sengles nominacions per la mateixa pel·lícula El preu de l'ambició, Diane Ladd i Laura Dern com a actriu secundària i actriu principal respectivament.
La gran perdedora de la nit fou El príncep de les marees, dirigida per Barbra Streisand, que amb 7 nominacions no aconseguí cap premi i on la seva directora no fou nominada a millor direcció.

## Premis
A continuació es mostren les pel·lícules que varen guanyar i que estigueren nominades a l'Oscar l'any 1991:
| Millor pel·lícula | Millor direcció |
| --- | --- |
| - El silenci dels anyells (Edward Saxon, Kenneth Utt i Ron Bozman per Strong Heart i Orion Pictures) - Beauty and the Beast (Don Hahn per Walt Disney Pictures) - Bugsy (Mark Johnson, Barry Levinson i Warren Beatty per Mulholland Productions i Baltimore Pictures) - JFK (A. Kitman Ho i Oliver Stone per Regency Enterprises i Le Studio Canal+) - El príncep de les marees (Barbra Streisand i Andrew S. Karsch per Barwood Films i Columbia Pictures) | - Jonathan Demme per El silenci dels anyells - Barry Levinson per Bugsy - Oliver Stone per JFK - John Singleton per Els nois del barri - Ridley Scott per Thelma i Louise |
| Millor actor | Millor actriu |
| - Anthony Hopkins per El silenci dels anyells com a Dr. Hannibal Lecter - Warren Beatty per Bugsy com a Bugsy Siegel - Robert De Niro per El cap de la por com a Max Cady - Nick Nolte per El príncep de les marees com a Tom Wingo - Robin Williams per El rei pescador com a Henry "Parry" Sagan | - Jodie Foster per El silenci dels anyells com a Clarice Starling - Geena Davis per Thelma i Louise com a Thelma Dickinson - Laura Dern per El preu de l'ambició com a Rose - Bette Midler per For the Boys com a Dixie Leonard - Susan Sarandon per Thelma i Louise com a Louise Sawyer |
| Millor actor secundari | Millor actriu secundària |
| - Jack Palance per Cowboys de ciutat com a Curly Washburn - Tommy Lee Jones per JFK com a Clay Shaw - Harvey Keitel per Bugsy com a Mickey Cohen - Ben Kingsley per Bugsy com a Meyer Lansky - Michael Lerner per Barton Fink com a Jack Lipnick | - Mercedes Ruehl per El rei pescador com a Anne Napolitano - Diane Ladd per El preu de l'ambició com a Mare - Juliette Lewis per El cap de la por com a Danielle Bowden - Kate Nelligan per El príncep de les marees com a Lila Wingo Newbury - Jessica Tandy per Tomàquets verds fregits com a Virginia "Ninny" Threadgoode |
| Millor guió original | Millor guió adaptat |
| - Callie Khouri per Thelma i Louise - John Singleton per Els nois del barri - James Toback per Bugsy - Richard LaGravenese per El rei pescador - Lawrence Kasdan i Meg Kasdan per Grand Canyon | - Ted Tally per El silenci dels anyells (sobre hist. de Thomas Harris) - Agnieszka Holland per Europa Europa (sobre hist. de Solomon Perel) - Oliver Stone i Zachary Sklar per JFK sobre hist. de Jim Marrs i Jim Garrison) - Pat Conroy per El príncep de les marees (sobre hist. pròpia) - Fannie Flagg i Carol Sobieski per Tomàquets verds fregits (sobre hist. de F. Flagg) |
| Millor pel·lícula de parla no anglesa | |
| - Mediterraneo de Gabriele Salvatores (Itàlia) - Börn náttúrunnar de Friðrik Þór Friðriksson (Islàndia) - Obecná škola de Jan Svěrák (Txecoslovàquia) - Oxen de Sven Nykvist (Suècia) - Dà Hóng Dēnglóng Gāogāo Guà de Zhang Yimou (Hong Kong) | |
| Millor banda sonora | Millor cançó original |
| - Alan Menken per Beauty and the Beast - Ennio Morricone per Bugsy - John Williams per JFK - James Newton Howard per El príncep de les marees - George Fenton per El rei pescador | - Alan Menken (música); Howard Ashman (lletra) per Beauty and the Beast ("Beauty and the Beast") - Alan Menken (música); Howard Ashman (lletra) per Beauty and the Beast ("Be Our Guest") - Alan Menken (música); Howard Ashman (lletra) per Beauty and the Beast ("Belle") - John Williams (música); Leslie Bricusse (lletra) per Hook ("When You’re Alone") - Michael Kamen (música); Bryan Adams i Robert John Lange (lletra) per Robin Hood: Príncep dels lladres ("(Everything I Do) I Do It For You") |
| Millor fotografia | Millor maquillatge |
| - Robert Richardson per JFK - Allen Daviau per Bugsy - Adam Greenberg per Terminator 2 - Adrian Biddle per Thelma i Louise - Stephen Goldblatt per El príncep de les marees | - Stan Winston i Jeff Dawn per Terminator 2 - Christina Smith, Monty Westmore i Greg Cannom per Hook - Michael M. Mills, Edward French i Richard Snell per Star Trek VI: The Undiscovered Country |
| Millor direcció artística | Millor vestuari |
| - Dennis Gassner; Nancy Haigh per Bugsy - Dennis Gassner; Nancy Haigh per Barton Fink - Mel Bourne; Cindy Carr per El rei pescador - Norman Garwood; Garrett Lewis per Hook - Paul Sylbert; Caryl Heller per El príncep de les marees | - Albert Wolsky per Bugsy - Ruth Myers per The Addams Family - Richard Hornung per Barton Fink - Anthony Powell per Hook - Corinne Jorry per Madame Bovary |
| Millor muntatge | Millor so |
| - Pietro Scalia i Joe Hutshing per JFK - Gerry Hambling per The Commitments - Craig McKay per El silenci dels anyells - Conrad Buff, Mark Goldblatt i Richard A. Harris per Terminator 2 - Thom Noble per Thelma i Louise | - Tom Johnson, Gary Rydstrom, Gary Summers i Lee Orloff per Terminator 2 - Gary Summers, Randy Thom, Gary Rydstrom i Glenn Williams per Backdraft - Terry Porter, Mel Metcalfe, David J. Hudson i Doc Kane per Beauty and the Beast - Michael Minkler, Gregg Landaker i Tod A. Maitland per JFK - Tom Fleischman i Christopher Newman per El silenci dels anyells |
| Millors efectes visuals | Millors efectes sonors |
| - Dennis Muren, Stan Winston, Gene Warren Jr. i Robert Skotak per Terminator 2 - Mikael Salomon, Allen Hall, Clay Pinney i Scott Farrar per Backdraft - Eric Brevig, Harley Jessup, Mark Sullivan i Michael Lantieri per Hook | - Gary Rydstrom i Gloria Borders per Terminator 2 - Gary Rydstrom and Richard Hymns per Backdraft - George Watters II i F. Hudson Miller per Star Trek VI: The Undiscovered Country |
| Millor documental | Millor curtmetratge documental |
| - In the Shadow of the Stars d'Allie Light i Irving Saraf - Death on the Job de Vince DiPersio i William Guttentag - Doing Time: Life Inside the Big House d'Alan i Susan Raymond - The Restless Conscience de Hava Kohav Beller - Wild by Law de Lawrence Hott i Diane Garey | - Deadly Deception: General Electric, Nuclear Weapons and Our Environment de Debra Chasnoff - A Little Vicious d'Immy Humes - The Mark of the Maker de David McGowan - Chasseurs des ténèbres d'Eric Valli i Alain Majani - Memorial: Letters from American Soldiers de Bill Couturié i Bernard Edelman |
| Millor curtmetratge | Millor curtmetratge d'animació |
| - Session Man de Seth Winston i Rob Fried - Birch Street Gym de Stephen Kessler i Thomas R. Conroy - Last Breeze of Summer de David M. Massey | - Manipulation de Daniel Greaves - Blackfly de Christopher Hinton - Strings de Wendy Tilby |

## Premi Honorífic
- Satyajit Ray[5] - en reconeixement del seu rar domini de l'art del cinema, i de la seva perspectiva humanitària profunda, que ha tingut una influència indeleble en realitzadors i en audiències per tot el món. [estatueta]

## Premi Irving G. Thalberg
- George Lucas

## Premi Gordon E. Sawyer
- Ray Harryhausen

## Presentadors
| Nom                                 |                                                                                  |
| ----------------------------------- | -------------------------------------------------------------------------------- |
| Les Marshak                         | Anunciador dels premis                                                           |
| Karl Malden (president AMPAS)       | Obertura i benvinguda                                                            |
| Whoopi Goldberg                     | Millor actor secundari                                                           |
| Kathleen Turner                     | Presentador del segment Bugsy, nominada a millor pel·lícula                      |
| Rebecca De Mornay Christopher Lloyd | Millor maquillatge                                                               |
| Angela Lansbury                     | Introductor a la interpretació de "Belle" i "Be Our Guest"                       |
| Joe Pesci                           | Millor actriu secundària                                                         |
| Annette Bening                      | Millor direcció artística                                                        |
| Steven Spielberg                    | Premi Irving G. Thalberg                                                         |
| Nicole Kidman                       | Introductor a la interpretació de "Everything I Do (I Do It For You)"            |
| Antonio Banderas Sharon Stone       | Millors efectes de so                                                            |
| Denzel Washington                   | Presentador del segment JFK, nominada a millor pel·lícula                        |
| Geena Davis Susan Sarandon          | Millor muntatge                                                                  |
| Dana Carvey Mike Myers              | Millor curtmetratge                                                              |
| La Bèstia Bella Chip, la tassa      | Presentadors del premi al millor curtmetratge d'animació                         |
| Demi Moore                          | Millor vestuari                                                                  |
| Sylvester Stallone                  | Millor pel·lícula de parla no anglesa                                            |
| Daryl Hannah Edward James Olmos     | Millor so                                                                        |
| John Candy                          | Introductor a la interpretació de "When You're Alone"                            |
| Tom Hanks                           | Premis Científics i Tècnics i Premi Gordon E. Sawyer                             |
| Spike Lee John Singleton            | Millor curtmetratge documental i millor documental                               |
| Sally Field                         | Presentador del segment Beauty and the Beast, nominada a millor pel·lícula       |
| Richard Gere                        | Millor fotografia                                                                |
| Laura Dern Diane Ladd               | Millors efectes visuals                                                          |
| Patrick Swayze                      | Introductor a número especial de presentació a millor música i entrega del premi |
| Jack Valenti                        | Presentació d'Audrey Hepburn                                                     |
| Audrey Hepburn                      | Oscar Honorífic a Satyajit Ray                                                   |
| John Lithgow                        | Presentador del segment El silenci dels anyells, nominada a millor pel·lícula    |
| Robert Duvall Anjelica Huston       | Millor guió original i millor guió adaptat                                       |
| Kathy Bates                         | Millor actor                                                                     |
| Shirley MacLaine Liza Minnelli      | Millor cançó original                                                            |
| Michael Douglas                     | Millor actriu                                                                    |
| Jessica Tandy                       | Presentador del segment El príncep de les marees, nominada a millor pel·lícula   |
| Kevin Costner                       | Millor direcció                                                                  |
| Paul Newman Elizabeth Taylor        | Millor pel·lícula                                                                |

### Actuacions
| Nom                                      | Paper                        | Peça |
| ---------------------------------------- | ---------------------------- | --- |
| Bill Conti                               | Arranjador musical Conductor | Orquestra |
| Billy Crystal                            | Presentador                  | Obertura: Beauty and the Beast (amb la tonada del tema principal de The Patty Duke Show) El silenci dels anyells (amb la tonada de "The Shadow of Your Smile" de Castells a la sorra) Bugsy (amb la tonada "Toot Toot Tootsie Goo' Bye" de The Jazz Singer) JFK (amb la tonada "Three Coins in the Fountain" de Three Coins in the Fountain) El príncep de les marees (amb la tonada de "Don't Rain on My Parade" de Funny Girl) |
| Paige O'Hara Richard White               | Intèrprets                   | "Belle" de Beauty and the Beast |
| Jerry Orbach                             | Intèrpret                    | "Be Our Guest" de Beauty and the Beast |
| Bryan Adams                              | Intèrpret                    | "(Everything I Do) I Do It for You" de Robin Hood: Príncep dels lladres |
| Amber Scott                              | Intèrpret                    | "When You're Alone" de Hook |
| Peabo Bryson Celine Dion Angela Lansbury | Intèrprets                   | "Beauty and the Beast" de Beauty and the Beast |

## Múltiples nominacions i premis
| Premis | Pel·lícula                             |
| ------ | -------------------------------------- |
| 10     | Bugsy                                  |
| 8      | JFK                                    |
| 7      | El príncep de les marees               |
| 7      | El silenci dels anyells                |
| 6      | Beauty and the Beast                   |
| 6      | Terminator 2                           |
| 6      | Thelma i Louise                        |
| 5      | Hook                                   |
| 5      | El rei pescador                        |
| 3      | Backdraft                              |
| 3      | Barton Fink                            |
| 2      | El cap de la por                       |
| 2      | Els nois del barri                     |
| 2      | El preu de l'ambició                   |
| 2      | Star Trek VI: The Undiscovered Country |
| 2      | Tomàquets verds fregits                |

| Premis | Pel·lícula              |
| ------ | ----------------------- |
| 5      | El silenci dels anyells |
| 4      | Terminator 2            |
| 2      | Beauty and the Beast    |
| 2      | Bugsy                   |
| 2      | JFK                     |